# Djevojka sa sela
Djevojka sa sela è il sesto studio album di Severina Vučković.
L'album segna una svolta decisiva nella carriera di Severina; è grazie ad esso, infatti, che diventa la più grande star croata di tutti i tempi. La canzone Djevojka sa sela diventa l'inno della Nazionale di calcio Croata, che nel 1998 ai Mondiali di calcio conquista la medaglia di bronzo. Severina è la star più acclamata e ricercata dell'anno e il suo successo perdurerà fino ai giorni nostri.
I disaccordi con Zrinko Tutić, produttore dell'album, durante la lavorazione del disco si fanno sempre più grandi, tant'è che Tutić non voleva nemmeno includere la canzone Djevojka sa sela sull'album. Notevole è l'impegno di Severina che compone cinque canzoni per il nuovo disco, caratterizzato da un genere musicale pop. Diventano grandi successi le canzoni: Djevojka sa sela, Sija sunce trava miriše, Prijateljice e Rastajem se od života duetto con Željko Bebek, ex cantante del gruppo rock Bijelo Dugme.

## Tracce
1. Djevojka sa sela - (Zrinko Tutić / Severina Vučković – Zrinko Tutić / Severina Vučković – Nikša Bratoš)
2. Prijateljice - (Severina Vučković – Severina Vučković – Vedran Ostojić)
3. Rastajem se od života - (duetto con Željko Bebek) (Zrinko Tutić / Severina Vučković – Zrinko Tutić / Severina Vučković – Nikša Bratoš)
4. Meni fali on - (Miroslav Škoro – Miroslav Škoro – Nikša Bratoš)
5. Sija sunce, trava miriše - (Zrinko Tutić – Marina Tucaković – Nikša Bratoš)
6. Savršena žena - (Tihomir Preradović – Faruk Buljubašić Fayo – Dejan Orešković)
7. Priznajem - (Severina Vučković – Severina Vučković – Vedran Ostojić)
8. Prevara - (D. Popović – Faruk Buljubašić Fayo – Vedran Ostojić)
9. Zaustavite tramvaj - (Saša Lošić / S. Ćeramida – Saša Lošić / S. Ćeramida – Nikša Bratoš)
10. Marjane moj - (Severina Vučković – Severina Vučković – Vedran Ostojić)